# Lliga catalana de futbol femenina 1984-1985
La temporada 1984-85 de la Lliga catalana de futbol femenina fou la cinquena edició de la competició. Fou organitzada per la Federació Catalana de Futbol. Se celebrà des del setembre de 1984 fins a l'abril de 1985. La competició es disputà en dues fases. Una primera on hi participaren setze equips agrupats en dos grups i disputada en format de sistema de tots contra tots a doble volta. El tres millors classificats d'ambdós grups competiren a la segona fase de la competició. Els sis equips disputaren una lligueta a doble volta que s'allargà durant deu jornades. Es proclamà campió el Penya Barcelonista Barcilona, que aconseguí el seu tercert títol consecutiu.
Entre d'altres resultats, destacà la victòria del FF Vallès Occidental al Viviendas Congresos (0-31) de la jornada cinquena de la primera fase. Les màximes golejadores de la competició foren Emilia Ibáñez (CF Barcelona), Ana Castaño i Esther Banqué (FF Vallés Occidental), Judith Pascual, Montse Puig i Carmen Nobrega (PB Barcilona), a la primera fase, i Emilia Ibáñez (CF Barcelona), Judith Pascual (PB Barcilona), Carmen Arias (FF Vallés Occidental) i Maria Angeles Parejo (CE Sabadell FC), a la segona.

## Clubs participants
- Futbol Femení Athenas
- Balaguer
- Club Femení Barcelona
- Penya Barcelonista Barcilona
- Futbol Femení Catalunya
- Futbol Femení Ciutat Badia
- Futbol Femení Ciutat Comtal
- Cosmos
- Reial Club Deportiu Espanyol
- La Granja
- Llefià
- Centre d'Esports Sabadell Futbol Club
- CF Sant Adrià
- Pla d'en Boet
- Futbol Femení Vallès Occidental
- Viviendas Congreso

## Classificació final

### Primera fase
Es classificaren per disputar el play-off pel títol el PB Barcilona, RCD Espanyol i FF Vallès Occidental del Grup I i CF Barcelona, FF Catalunya i CF Sant Adrià del Grup II.
| Grup I | Grup I               | Grup I | Grup I | Grup I | Grup I | Grup I | Grup I | Grup I | Grup I | Grup I |
| Pos.   | Club                 | PJ     | PG     | PE     | PP     | GF     | GC     | DF     | Pts    | Pts    |
| ------ | -------------------- | ------ | ------ | ------ | ------ | ------ | ------ | ------ | ------ | ------ |
| 1      | PB Barcilona         | 14     | 13     | 1      | 0      | 102    | 5      |        | 27     | +13    |
| 2      | RCD Espanyol         | 14     | 10     | 3      | 1      | 101    | 7      |        | 23     | +9     |
| 3      | FF Vallès Occidental | 14     | 10     | 2      | 2      | 79     | 14     |        | 22     | +6     |
| 4      | Llefià               | 14     | 7      | 1      | 6      | 30     | 22     |        | 15     | +1     |
| 5      | FF Ciutat Badia      | 14     | 4      | 0      | 10     | 17     | 90     |        | 8      | -8     |
| 6      | La Granja            | 14     | 3      | 1      | 9      | 17     | 49     |        | 7      | -7     |
| 7      | FF Ciutat Comtal     | 14     | 2      | 0      | 9      | 15     | 35     |        | 4      | -6     |
| 8      | Viviendas Congreso   | 14     | 1      | 0      | 12     | 13     | 150    |        | 2      | -10    |

| Grup II | Grup II        | Grup II | Grup II | Grup II | Grup II | Grup II | Grup II | Grup II | Grup II | Grup II |
| Pos.    | Club           | PJ      | PG      | PE      | PP      | GF      | GC      | DF      | Pts     | Pts     |
| ------- | -------------- | ------- | ------- | ------- | ------- | ------- | ------- | ------- | ------- | ------- |
| 1       | CF Barcelona   | 14      | 12      | 2       | 0       | 121     | 11      |         | 26      | +12     |
| 2       | FF Catalunya   | 13      | 10      | 1       | 2       | 60      | 15      |         | 21      | +9      |
| 3       | CF Sant Adrià  | 14      | 8       | 2       | 4       | 50      | 26      |         | 18      | +6      |
| 4       | FF Athenas     | 14      | 9       | 0       | 5       | 57      | 17      |         | 18      | +4      |
| 5       | CE Sabadell FC | 14      | 7       | 1       | 6       | 57      | 33      |         | 15      | +1      |
| 6       | Pla d'en Boet  | 14      | 3       | 0       | 11      | 8       | 122     |         | 6       | -8      |
| 7       | Cosmos         | 13      | 3       | 0       | 10      | 24      | 38      |         | 4       | -4      |
| 8       | Balaguer       | 14      | 0       | 0       | 14      | 8       | 117     |         | 0       | -12     |

### Segona fase
Al final de la segona fase, es proclamà campió el PB Barcilona amb vuit victòries en deu partits. Juntament amb el FF Vallès Occidental, subcampió, participà al Campionat d'Espanya de futbol.
| Pos. | Equip                | PJ | PG | PE | PP | GF | GC | DG  | Pts | Pts |
| ---- | -------------------- | -- | -- | -- | -- | -- | -- | --- | --- | --- |
| 1    | PB Barcilona         | 10 | 8  | 2  | 0  | 29 | 6  | 23  | 18  | +8  |
| 2    | FF Vallès Occidental | 10 | 5  | 2  | 3  | 21 | 12 | 9   | 12  | +2  |
| 3    | CF Barcelona         | 10 | 4  | 3  | 3  | 23 | 22 | 1   | 11  | +1  |
| 4    | Sant Adrià           | 10 | 3  | 1  | 6  | 10 | 26 | -16 | 7   | -3  |
| 5    | FF Catalunya         | 10 | 2  | 3  | 5  | 16 | 19 | -3  | 7   | -3  |
| 6    | RCD Espanyol         | 10 | 1  | 3  | 6  | 12 | 26 | -14 | 5   | -5  |

| Campió de la Lliga catalana 1984-1985     |
| ----------------------------------------- |
| Penya Barcelonista Barcilona Tercer títol |

## Estadístiques
| Màximes golejadores | Màximes golejadores  | Màximes golejadores  | Màximes golejadores |
| #                   | Nom                  | Club                 | Gols                |
| ------------------- | -------------------- | -------------------- | ------------------- |
| 1                   | Emi Ibáñez           | CF Barcelona         |                     |
| 2                   | Judith Pascual       | PB Barcilona         |                     |
| 3                   | Carmen Arias         | FF Vallés Occidental |                     |
| 4                   | Maria Angeles Parejo | CE Sabadell FC       |                     |